# Bembecia turanica
Bembecia turanica is een vlinder uit de familie wespvlinders (Sesiidae), onderfamilie Sesiinae.
Bembecia turanica is voor het eerst wetenschappelijk beschreven door Erschoff in 1874. De soort komt voor in het Palearctisch gebied.